# Théâtre de l'Œuvre

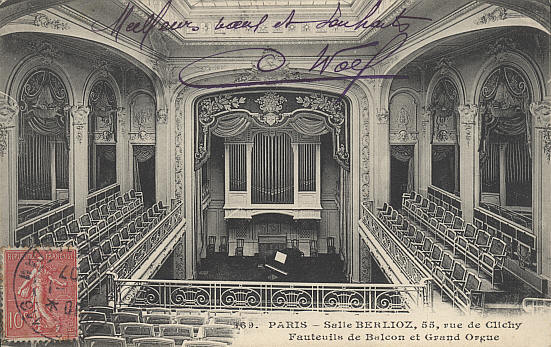
Fotografia d'una postal de la sala Berlioz (Théâtre de l'Œuvre) (1907)

El Théâtre de l'Œuvre és fundat per Aurélien Lugné-Poe el 1893 a París, en el número 55 del carrer de Clichy per acollir el Simbolisme literari i pictòric. El seu repertori és sensible als autors nòrdics al costat de joves escriptors francesos com Henry Bataille, Henri de Régnier o Alfred Jarry.
Aurélien Lugné-Poe anima una companyia teatral homònima que fa produccions a la sala Berlioz però també en altres teatres de París. El 1919, Lugné-Poë dirigeix novament la sala del Théâtre de l'Œuvre gràcies al suport financer de l'actriu Marcelle Frappa.